# Mes quarante premières années
Pour plus de détails, voir Fiche technique et Distribution.
Mes quarante premières années (I miei primi 40 anni) est un film italien réalisé par Carlo Vanzina, sorti en 1987.

## Fiche technique
- Titre original : I miei primi 40 anni
- Titre français : Mes quarante premières années
- Réalisation : Carlo Vanzina
- Scénario : Carlo Vanzina, Marina Ripa di Meana et Enrico Vanzina
- Photographie : Luigi Kuveiller
- Montage : Jacques Gaillard et Ruggero Mastroianni
- Musique : Umberto Smaila
- Pays d'origine : Italie
- Genre : comédie
- Date de sortie : 1987

## Distribution
- Carol Alt : Marina Caracciolo
- Elliott Gould : Nino Ranuzzi
- Jean Rochefort : Prince Riccio
- Pierre Cosso : Duc Massimiliano Caracciolo Villalta
- Capucine : Princesse Caracciolo Villalta
- Teo Teocoli : Franco Bonetti
- Isabel Russinova (it) : Doris Caetani
- Riccardo Garrone : le père de Marina
- Paola Quattrini : la mère de Marina
- Carlo Monni : hôtelier
- Sebastiano Somma (it) : Rodolfo Merisi
- Claudio Insegno (it) : paparazzo
- Massimo Venturiello (it) : Roberto D'Angelo
- Pier Maria Cecchini (it) : Zanza
- Giuseppe Pambieri (it) : Carlo Donati Dadda
- Martine Brochard : Marquise Caetani
- Isabella Rocchietta (it) : Lucrezia Caracciolo enfant